# زوئی چائو
زوئی کارول چائو (متولد ۱۹ سپتامبر ۱۹۸۵) بازیگر تلویزیونی و تئاتر و فیلمنامه‌نویس آمریکایی که به‌خاطر بازی در نقش ایزابل در فیلم غریبه‌ها و زویی در فیلم The Afterparty شناخته می‌شود.
او در فیلم جای تو یا جای من بازی کرده است.

## اوایل زندگی
چائو در پراویدنس، رود آیلند، ایالات متحده متولد شد. مادرش پیشه‌ای انگلیسی-ایرلندی داشته و پدرش نسل دوم چینی آمریکایی است. چائو همچنین گفته‌است که در خانواده ای از هنرهای تجسمی بزرگ شده. وی پس از فارغ‌التحصیلی از مدرسه ویلر در سال ۲۰۰۴، مدرک کارشناسی خود را در تاریخ هنر از دانشگاه براون و MFA خود را از رشته بازیگری فارغ‌التحصیل در UCSD دریافت کرد.

## حرفه
چائو در تولید تئاترهایی همچون La Jolla Playhouses Sideways , Surf Report و WoW Festivals' Our Town همکاری داشته‌است. علاوه بر این، او در آمادئوس شرکت انسمبل تئاتر شرکت داشت. در سال ۲۰۱۶، چائو در نمایشنامه‌ای خارج از برادوی Friend Art در مرحله دوم ظاهر شد. چائو در کنار کارگردانان کریستوفر گست، لس واترز، پینگ چونگ و کریس اشلی کار کرده‌است.
همچنین چائو در سریال تلویزیونی خودش به نام ذرات خدا بازی کرده و نویسندگی و تهیه کنندگی آن را به عهده داشت. چائو در سال ۲۰۱۷ فیلم کوتاه Like Animals را تهیه کنندگی کرده‌است. او شاید بیشتر به خاطر بازی در نقش ایزابل در فیلم Strangers شناخته می‌شود. سه قسمت اول در جشنواره فیلم ساندنس به نمایش درآمد.
در سال ۲۰۲۲، چائو عضوی از بازیگران اصلی سریال کمدی معمایی محصول Apple TV+
The Afterparty بود.

## زندگی شخصی
در طول فیلمبرداری فیلم Strangers، چائو مجبور شد از شهر نیویورک به لس آنجلس نقل مکان کند.

## فیلم‌شناسی
1. ↑  "ZOË CHAO". ISSUE Magazine. Retrieved October 9, 2019. BIRTH DATE: 9/19/85 BIRTH PLACE: Providence, RHODE ISLAND
2. 1 2 3  "In 'Strangers,' Actress Zoe Chao Explores Bisexuality and the Late-20s Identity Crisis". NBC News. Retrieved November 27, 2017.
3. ↑  "Facebook Post". The Wheeler School. August 2, 2019. Retrieved August 19, 2021.
4. ↑  "STRANGERS- An original series by Mia Lidofsky". Indiegogo.com. Retrieved November 28, 2017.
5. ↑  "In the Comic 'Friend Art,' Some Opinions Are Better Left Unsaid". The New York Times. Retrieved May 27, 2016.
6. ↑  ""Strangers" Is The Show Nailing The Hilarious, Sad Struggles of Adulting". Refinery29.com. Retrieved November 28, 2017.
7. ↑  "Refinery29 Debuts Scripted Series 'Strangers' at Sundance". Wwd.com. Retrieved November 28, 2017.